# دهستان چاه حسن
دهستان چاه حسن، یکی از دهستان‌های بخش چاه حسن شهرستان جازموریان در استان کرمان ایران است. مرکز این دهستان، روستای چاه حسن است.

## جمعیت
بر پایه سرشماری عمومی نفوس و مسکن در سال ۱۳۹۵، جمعیت دهستان چاه حسن برابر با ۱۱٬۰۳۰ نفر بوده است.